# Campeonato de Chile de ajedrez

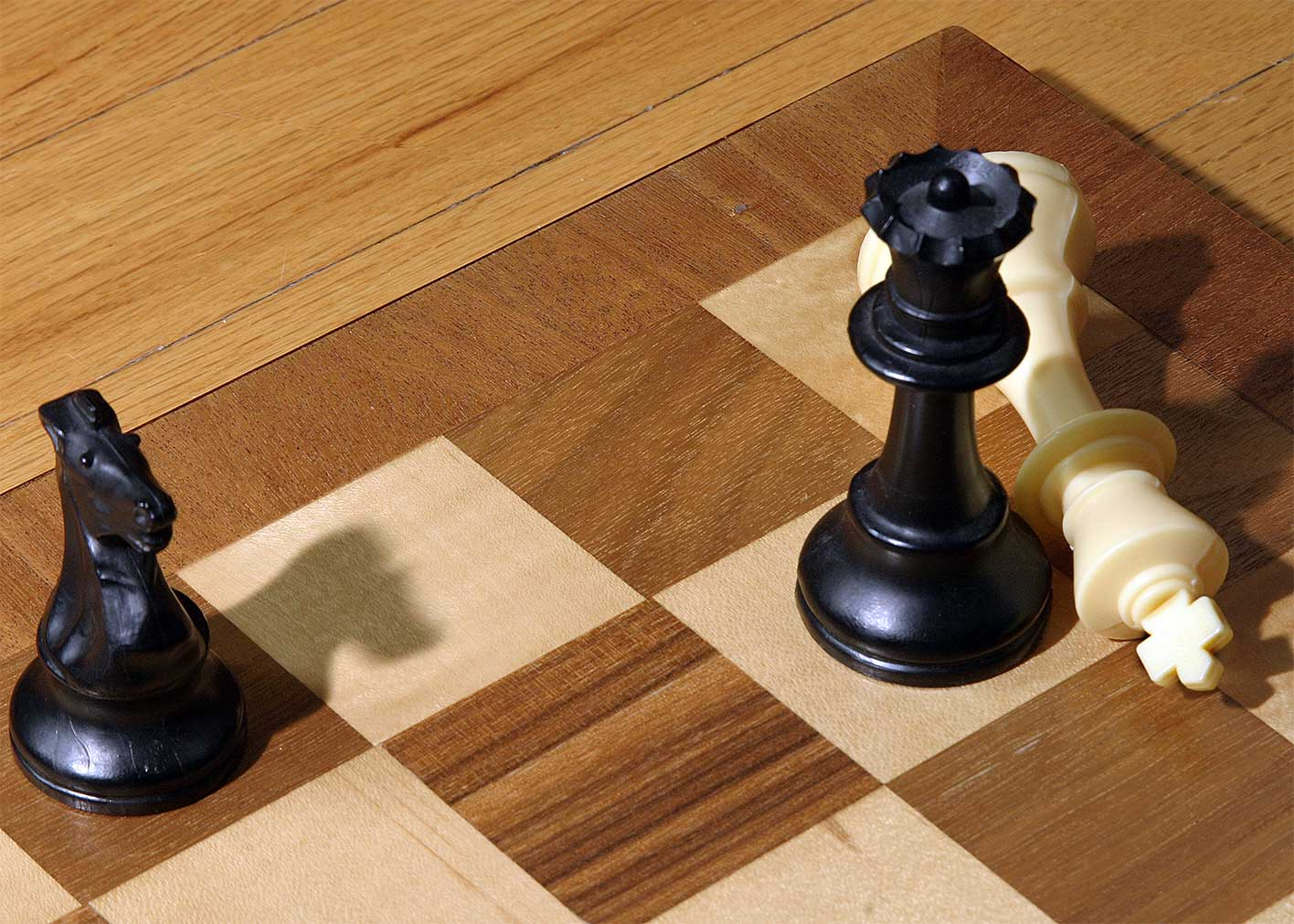
Ajedrez.

El Campeonato Nacional de Ajedrez Absoluto es un evento realizado anualmente en Chile para definir el campeón nacional de ese deporte. Es organizado por la Federación Nacional de Ajedrez de Chile (FENACH). Entre 2004 y 2008 hubo un campeonato paralelo organizado por la Federación Deportiva de Ajedrez de Chile (FEDACH). Quienes han ganado en mayor cantidad de campeonatos han sido Rodrigo Flores (en 11 oportunidades) y Mariano Castillo (en 9 oportunidades).

## Palmarés[2]

### Categoría absoluta
| Edición  | Año     | Sede | Campeón                                                           |
| -------- | ------- | ---- | ----------------------------------------------------------------- |
| I        | 1920    |      | Carlos Peralta Santana                                            |
| II       | 1922    |      | Otto Junge                                                        |
| III      | 1924    |      | Mariano Castillo                                                  |
| IV       | 1926    |      | Mariano Castillo                                                  |
| V        | 1927    |      | Mariano Castillo                                                  |
| VI       | 1929    |      | Mariano Castillo                                                  |
| VII      | 1931    |      | Rodrigo Flores Álvarez                                            |
| VIII     | 1932    |      | Enrique Reed                                                      |
| IX       | 1934    |      | Mariano Castillo                                                  |
| X        | 1935    |      | Rodrigo Flores Álvarez                                            |
| XI       | 1937    |      | Julio Salas Romo                                                  |
| XII      | 1938    |      | Rodrigo Flores Álvarez                                            |
| XIII     | 1940    |      | Mariano Castillo                                                  |
| XIV      | 1941    |      | Rodrigo Flores Álvarez                                            |
| XV       | 1944    |      | Rodrigo Flores Álvarez                                            |
| XVI      | 1946    |      | Tulio Pizzi                                                       |
| XVII     | 1948    |      | Mariano Castillo                                                  |
| XVIII    | 1949    |      | Mariano Castillo                                                  |
| XIX      | 1950    |      | Rodrigo Flores Álvarez                                            |
| XX       | 1951    |      | Rodrigo Flores Álvarez                                            |
| XXI      | 1952    |      | Rodrigo Flores Álvarez                                            |
| XXII     | 1953    |      | Mariano Castillo                                                  |
| XXIII    | 1954    |      | Julio Salas Romo                                                  |
| XXIV     | 1955    |      | Julio Salas Romo                                                  |
| XXV      | 1956    |      | Rodrigo Flores Álvarez                                            |
| XXVI     | 1957    |      | René Letelier                                                     |
| XXVII    | 1958    |      | Moisés Stekel                                                     |
| XXVIII   | 1959    |      | René Letelier                                                     |
| XXIX     | 1960    |      | René Letelier                                                     |
| XXX      | 1961    |      | Rodrigo Flores Álvarez                                            |
| XXXI     | 1962    |      | Julio Salas Romo                                                  |
| XXXII    | 1964    |      | René Letelier                                                     |
| XXXII    | 1965    |      | Rodrigo Flores Álvarez                                            |
| XXXIV    | 1966    |      | Walter Ader                                                       |
| XXXV     | 1968    |      | David Godoy                                                       |
| XXXVI    | 1969    |      | Carlos Silva Sánchez                                              |
| XXXVII   | 1970    |      | Pedro Donoso Velasco                                              |
| XXXVIII  | 1971    |      | Carlos Silva Sánchez                                              |
| XXXIX    | 1972    |      | René Letelier                                                     |
| XL       | 1974    |      | Carlos Silva Sánchez                                              |
| XLI      | 1975    |      | Carlos Silva Sánchez                                              |
| XLII     | 1976    |      | Carlos Silva Sánchez                                              |
| XLIII    | 1977    |      | Pedro Donoso Velasco                                              |
| XLIV     | 1978    |      | Pedro Donoso Velasco                                              |
| XLV      | 1979    |      | Javier Campos                                                     |
| XLVI     | 1980    |      | Javier Campos                                                     |
| XLVII    | 1981    |      | Iván Morovic                                                      |
| XLVIII   | 1982    |      | Roberto Cifuentes Parada                                          |
| XLIX     | 1983    |      | Roberto Cifuentes Parada                                          |
| L        | 1984    |      | Roberto Cifuentes Parada                                          |
| LI       | 1985    |      | Roberto Cifuentes Parada                                          |
| LII      | 1986    |      | Roberto Cifuentes Parada                                          |
| LIII     | 1987    |      | Fernando Rosa                                                     |
| LIV      | 1988    |      | Christian Montero                                                 |
| LV       | 1989    |      | Hernán Salazar                                                    |
| LVI      | 1990    |      | Rodrigo Vásquez Schroder                                          |
| LVII     | 1991    |      | Jorge Egger                                                       |
| LVIII    | 1992    |      | Rodrigo Vásquez Schroder                                          |
| LVIX     | 1993    |      | Christian Michel                                                  |
| LX       | 1994    |      | Eduardo Arancibia Guzmán                                          |
| LXI      | 1995    |      | Luis Rojas Keim                                                   |
| LXII     | 1996    |      | Jorge Egger                                                       |
| LXIII    | 1997    |      | Luis Valenzuela Fuentealba                                        |
| LXIV     | 1998    |      | Christian Michel                                                  |
| LXV      | 1999    |      | Jorge Egger                                                       |
| LXVI     | 2000    |      | Miguel Lobos Barrenechea                                          |
| LXVII    | 2001    |      | Luis Valenzuela Fuentealba                                        |
| LXVIII   | 2002    |      | Luis Rojas Keim                                                   |
| LXIX     | 2003    |      | Luis Dobson Aguilar                                               |
| LXX      | 2004    |      | Rodrigo Vásquez (FENACH) / Luis Rojas Keim (FEDACH)               |
| LXXI     | 2005    |      | Álvaro Valdés (FENACH) / Mauricio Flores Ríos (FEDACH)            |
| LXXII    | 2006    |      | Eduardo Arancibia Guzmán (FENACH) / Mauricio Flores Ríos (FEDACH) |
| LXXIII   | 2007    |      | Mauricio Flores Ríos                                              |
| LXXIV    | 2008    |      | Hugo López Silva (FENACH) / Robert Diaz Villagran (FEDACH)        |
| LXXV     | 2009    |      | Rodrigo Vásquez Schroder                                          |
| LXXVI    | 2010    |      | Álvaro Valdés Escobar                                             |
| LXXVII   | 2011    |      | Pablo Salinas Herrera                                             |
| LXXVIII  | 2012    |      | Pablo Salinas Herrera                                             |
| LXXIX    | 2013    |      | Rodrigo Vásquez Schroder                                          |
| LXXX     | 2014    |      | Cristóbal Henríquez                                               |
| LXXXI    | 2015    |      | Matías Pérez Gormaz                                               |
| LXXXII   | 2016-17 |      | Luis Valenzuela Fuentealba                                        |
| LXXXIII  | 2017-18 |      | Cristóbal Henríquez Villagra                                      |
| LXXXIV   | 2017-18 |      | Cristóbal Henríquez Villagra                                      |
| LXXXV    | 2018-19 |      | Pablo Salinas Herrera                                             |
|          | 2019-20 |      | No realizado por pandemia de COVID-19                             |
| LXXXVI   | 2020-21 |      | Pablo Salinas Herrera                                             |
| LXXXVII  | 2022    |      | Pablo Salinas Herrera                                             |
| LXXXVIII | 2023    |      | Pablo Salinas Herrera                                             |
| LXXXIX   | 2024    |      | Cristóbal Henriquez Villagra                                      |

### Categoría femenina
| Edición | Año  | Sede | Campeón            |
| ------- | ---- | ---- | ------------------ |
| I       | 2010 |      | Damaris Abarca     |
| II      | 2011 |      | María José Toro    |
| III     | 2012 |      | Damaris Abarca     |
| IV      | 2013 |      | Valentina Jorquera |
| V       | 2014 |      | Damaris Abarca     |
| VI      | 2015 |      | Constanza Bernal   |
| VII     | 2016 |      | Valentina Jorquera |
| VIII    | 2017 |      | Sofía Pinilla      |
| IX      | 2018 |      | Valentina Jorquera |
| X       | 2019 |      | Damaris Abarca     |
| XI      | 2020 |      | Javiera Gómez      |
| XII     | 2022 |      | Javiera Gómez      |
| XIII    | 2023 |      | Damaris Abarca     |
| XIV     | 2024 |      | Valentina Jorquera |

## Campeones de ajedrez por correspondencia
1. Osvaldo Latorre Astudillo  (1966-1968)
2. Aldo Colombo (1971-1972)
3. Roberto Aravire Flores (1976-1977)
4. Ives Arancibia Morales (2007-2008)  [3]